# Rogulice
Rogulice – wieś w Polsce położona w województwie łódzkim, w powiecie łęczyckim, w gminie Góra Świętej Małgorzaty.
W latach 1975–1998 miejscowość administracyjnie należała do województwa płockiego.